# Будинок школи (Бобрицька вулиця, Ніжин)
Будинок школи – пам'ятка архітектури місцевого значення у Ніжині. Зараз тут розміщується гімназія № 5 з початковою школою І-ІІ ступенів.

## Історія
Спочатку об'єкт було внесено до «списку нововиявлених пам'яток архітектури» під назвою «Земська школа».
Наказом Міністерства культури і туризму від 21.12.2012 № 1566 надано статус «пам'ятник архітектури місцевого значення» з охоронним № 10003-Чр під назвою «Будинок школи».

## Опис
Будинок збудований для земської школи на початку ХХ століття на розі сучасних вулиць Бобрицької та Воздвиженської.
Одноповерховий, кам'яний, Т-подібний у плані будинок, з чотирисхилим дахом. Фасад оздоблений орнаментальною цегляною кладкою. Фасад акцентований пілястрами. Профільований вінчаючий «зубчастий» карниз опоясує будівлю. У прямокутних нішах розташовані прямокутні віконні отвори, прикрашені лиштвою.
Нині тут розміщується гімназія №5 із початковою школою І-ІІ ступенів.